# هنري وايز
هنري وايز (بالإنجليزية: Henry Wise)‏ هو لاعب كرة قدم بريطاني في مركز الوسط، ولد في 2000 في كينسينغتون وتشيلسي في المملكة المتحدة. لعب مع ديربي كاونتي.